# دينا محمد (رسامة)
دينا محمد، مصممة جرافيك وروائية مصورة ورسامة مصرية من مواليد 1995. ولدت ونشأت في مصر. ظهرت لأول مرة في سن 18 عامًا في برنامجها على الإنترنت "القاهرة"، الذي يجمع بين القيم الإسلامية والنسوية. تعاونت دينا محمد مع مجموعات مناصرة مختلفة، مثل خريطة التحرش ومركز حقوق الإنسان التطبيقية، لإنشاء كاريكاتيرات إعلامية.
في رسم كاريكاتوري للمجلة الأدبية الرقمية ArabLit.org، وصفت تجربتها في إنشاء أعمالها باللغة الإنجليزية، مخاطبة القراء الدوليين، بدلاً من استخدام اللغة العربية للجمهور المصري والعربي. على الرغم من أنها تعتبر شكلين التعبير هذين جزءًا من شخصيتها، إلا أنها تستخدم أحيانًا قضايا مختلفة، مثل النسوية في اللغة العربية وكراهية الإسلام في اللغة الإنجليزية.

## الأعمال المكتوبة

### شبيك لبيك
شبيك لبيك هو تاليف ثلاثي الأجزاء ثنائي اللغة، نُشر لأول مرة في عام 2015. تدور أحداث الفيلم حول بطلة الرواية، عزيزة، في رحلتها في مصر الحديثة المتخيلة. في هذا العالم تباع الرغبات في زجاجات في الأسواق المصرية. تعارض عزيزة شراء الرغبات، لكن تغير رأيها عندما يختفي صديق طفولتها عبده. نُشرت الرواية المصورة في الأصل باللغة العربية وترجمت لاحقًا إلى اللغة الإنجليزية ولغات أخرى. اعتبارًا من عام 2021، عملت دينا على الدفعة الأخيرة في الثلاثية، التي قرر إصدارها في عام 2022.

### القاهرة
القاهرة هو أول فيلم ويب كوميك لدينا محمد، نُشر لأول مرة في عام 2013، وهي في سن 18 عامًا، ولا يزال العمل مستمرًا حاليًا. نُشر هذا الكتاب في الأصل باللغة الإنجليزية ثم بالعربية أيضًا، ويروي الكوميكس على شبكة الإنترنت قصة بطلة خارقة مصرية لا اسم لها وهي تبحث عن القضايا الاجتماعية التي تواجهها النساء في العالم العربي. لقد انتقدت التحرش الجنسي، والشرطة الفاسدة، ورجال الدين الرجعيين، والنسوية الغربية.
هذا المسلسل الذي بدأ كمزحة بين الأصدقاء سرعان ما انتشر، استقطب ما يقرب من خمس مائة ألف زائر فريد، بمتوسط 10000 زيارة في اليوم بين سبتمبر ونوفمبر 2013.

## الأعمال المرئية

### حملة الموافقة في خريطة التحرش
حملة على وسائل التواصل الاجتماعي 2018 تتضمن سلسلة من القصص المصورة القصيرة، بالتعاون مع خريطة تحرش، حول الموافقة. يناقش كل شريط فكاهي الموافقة في سياقات مختلفة. قادت هذا المشروع ريبيكا تشياو، المؤسسة المشاركة لخريطة تحرش، وهو مشروع يهدف إلى زيادة الوعي بالعنف الجنسي في مصر.

### كاريكاتير مركز حقوق الإنسان التطبيقية
سلسلة من القصص المصورة، رسمتها دينا محمد، تصور كل منها رد فعل المدافعين عن حقوق الإنسان على شؤال "ما هي العوامل التي تجعلك تشعر بالأمان وعدم الأمان؟". تم هذا المشروع بالتعاون مع مركز حقوق الإنسان التطبيقية بجامعة يورك بقيادة الدكتورة أليس ناه.

### رسومات غوغل
في يناير 2020، كلفت غوغل دينا محمد بعمل رسومات الشعار المبتكرة لعيد ميلاد مفيدة عبد الرحمن رقم 106.

## الجوائز
أفضل رواية مصورة والجائزة الكبرى في مهرجان القاهرة للكوميكس 2017، عن أول دفعة لها في شبيك لبيك. في عام 2019، حصلت دينا محمد على زمالة ماكدويل للأدب.

## المنشورات
- دينا محمد (2017). شبيك لبيك 1 . مطبعة المعمول.
- دينا محمد (2018). شبيك لبيك 2 . مطبعة المعمول.

## روابط خارجية
- Qahera Comic